# Manon Valentino
Manon Valentino (ur. 25 sierpnia 1990 w Valréas) – francuska kolarka BMX, dwukrotna medalistka mistrzostw świata.

## Kariera
Największy sukces w karierze Manon Valentino osiągnęła w 2009 roku, kiedy zdobyła srebrny medal w cruiserze podczas mistrzostw świata w Adelaide. W zawodach tych wyprzedziła ją jedynie Sarah Walker z Nowej Zelandii, a trzecie miejsce zajęła Litwinka Vilma Rimšaitė. Ponadto jako juniorka zdobyła dwa medale na mistrzostwach świata w Taiyuan w 2008 roku: w wyścigu klasycznym zwyciężyła, a w cruiserze zajęła drugie miejsce. Jak dotąd Valentino nie brała udziału w igrzyskach olimpijskich. Kolejny sukces osiągnęła podczas mistrzostw świata w Auckland w 2013 roku, gdzie była trzecia w wyścigu elite, za dwoma Australijkami: Caroline Buchanan i Lauren Reynolds.